# 普布朗杰

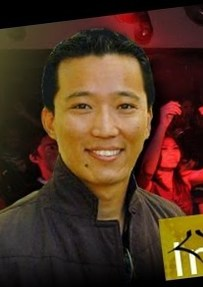

普布朗杰（藏語：ཕུར་བུ་རྣམ་རྒྱལ།，Phurbu T. Namgyal），男，藏族音乐家和社会工作者。

## 个人经历
出生成长于印度的藏人流亡社区，为流亡藏人的第二代。在西藏儿童村就读完高中，完成学士学位后到美国明尼苏达州从事信息技术工作。在音乐造诣上，系自学成才。代表作有《雪域，我的故乡》、《相聚》等诸多脍炙人口的歌曲。曲风为西藏传统音乐结合现代西方流行风格，其歌词常以西藏三区的地域和民族认同，以及当代西藏人的精神面貌见长，引发思考和讨论。其作品主要流传于印度、西藏、尼泊尔、不丹以及拉达克等藏人聚居区，在中国境内，其很多具有民族特性的作品被屏蔽。

## 专辑
《WITH YOU》、《JELYONG》、《CHAAK SUUM TSEL》、《LOVE STORY》、《FROM MY HEART》、《PENCHEN》、《SEM KYIPO》、《REVOLUTION（GYURWA）》、《CHOELSUM BHOEMI》、《SHAMBHALA》

## 资料来源
- 布达拉之声